# Phanoperla wedda
Phanoperla wedda är en bäcksländeart som beskrevs av Peter Zwick 1982. Phanoperla wedda ingår i släktet Phanoperla och familjen jättebäcksländor. Inga underarter finns listade i Catalogue of Life.